# Valles Valdenses

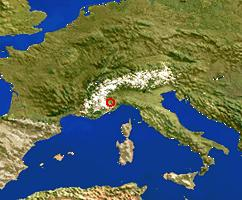
Localización de los Valles Valdenses.

Valles Valdenses, en occitano Valadas Vaudenses o Valls Valdeses, en italiano Valli Valdesi; es el nombre por el que se conocen los tres valles del Piamonte occidental, al oeste de Pinerolo, en la provincia de Turín, en el norte de Italia. Se caracteriza, y debe su nombre a la presencia desde fines de la Edad Media de los valdenses.
Los Valles Valdenses comprenden los valles del Pellice; de Germanasca; y, la parte baja del valle del Chisone, antiguamente comprendía también la parte alta del valle Chisone y el valle de Susa, que pertenecían a Francia hasta el 1713.
Algunas localidades de los Valles Valdenses son: Torre Pellice; Vilar Pellice; Angrogna; Rorá; Luserna San Giovanni.
Alpes valdenses, así llamados por la revista Meridiani Montagne se refiere a las montañas circundantes a los «valles valdenses», denominación considerada apropiada en vista de que, por siglos, los valdenses solamente eran tolerados a cotas superiores a los 700 metros sobre el nivel del mar.

## Historia
La primera huella cierta de la presencia de los Valdenses en aquellas comarcas se puede ver en una orden del emperador Otón IV al obispo de Turín, de «expulsar de toda la diócesis de Turín a los herejes Valdenses» (1210).
En 1220, un artículo de los estatutos de la ciudad de Pinerolo contiene esta prohibición: «Cualquiera que hospede a sabiendas a un valdense o una valdense, pagará, por cada vez, una multa de diez sueldos» (Según Carutti (Storia di Pinerolo), el «soldo» vienés, entonces en curso, valía liras 2,54; la multa, pues, sería de liras 25,40). Estas primeras medidas pueden considerarse como iniciación de una hostilidad que en el curso del siglo XIII fue agravándose a medida que la casa de Saboya imponía su dominio a los señores de Pinerolo, favoreciendo la obra de la Inquisición en Val Perosa.
Desde entonces la historia de la permanencia de los Valdenses en esta área esta tapizada de eventos violentos, persecuciones y matanzas, además de muchas privaciones derivadas de una economía pobre y sufrida.
Al respecto puede verse: el Sínodo de Chanforan; las Pascuas piamontesas; y, el Glorioso retorno.

## Lugares de interés
La «Ghieisa ‘d la Tana», el «Bars ‘d la Taiola», el «Coulege», «Chanforan», «Rocciamaneout», la «Gianavella», «Sibaud», y la «Balziglia» son los «lugares históricos» valdenses por excelencia, identificados como tales desde finales del siglo XIX y durante la primera mitad del siglo XX. En conjunto forman una selección de los sitios relacionados con los eventos históricos de que han sido testigos a lo largo de varios siglos de la permanencia de los valdenses en el territorio, a los que se les ha reconocido un valor simbólico.

### La Ghieisa ‘d la Tana
La Ghieisa ‘d la Tana, (iglesia de la cueva)

### Coulege
«Coulege» de los Barbas, predicadores itinerantes, en la Edad Media, que recorrieron gran parte de Italia y algunos países de Europa, predicando el Evangelio con base en la interpretación libre de la Biblia. Según el estudio de Danielle Jalla no se ha podido determinar el lugar donde se situaba esta escuela para los Barbas.

### Chanforan
En el prado de Chanforan, en Angrogna, tuvo lugar, el 12 de septiembre de 1532, el histórico sínodo general de los valdenses de Francia e Italia decidió adherirse a la Reforma, aceptando el principio de «la justificación por la sola fe».

### Sibaud
En las proximidades de Bobbio, existe un hermoso bosque de castaños, llamado Sibaud. Allí, el 1 de septiembre de 1689, domingo, los Valdenses se juntaron en torno a los dos únicos pastores de la legión, Arnaud y Montoux, y tuvo lugar un juramento de fidelidad y de unión, que ha quedado célebre en los anales de los Valdenses. Sobre una plataforma improvisada - una puerta colocada entre dos rocas - el pastor Moutoux dirigió el culto.

### Val Germanasca
El Val Germanasca, una vez conocido como Val de San Martino, es un valle alpino situado en la ciudad metropolitana de Turín, es una derivación de la val Chisone.

#### Historia
El valle sufrió una sucesión de ocupaciones y dominaciones, pactos, concesiones, conflictos que desplazaban continuamente los límites de las diversas influencias políticas y religiosas.
La entrada del valle estaba protegido por el Fuerte Luigi, uno de los baluartes del Ducado de Saboya. Tradicionalmentela Val Germanasca es parte de los Valles Valdenses, donde la absoluta mayoría de la población es de tradición Valdense, perseguidos como herejes en la Edad Media.
En 1533 los valdenses se celebraron un Sínodo para confirmar su adhesión a la Reforma protestante. En 1556 fue construido en Ghigo, fracción de Prali, un templo para atender a la población Valdense de la alta Val Germanasca.
Entre 1630 y 1655 la población del valle se vio afectada por la peste y luego sufrió la destrucción de sus asentamientos por las tropas de Saboya. En 1686 sus habitantes se rindieron ante los franceses, que ya se había destruido Angrogna y Torre Pellice. En ese período el templo valdense se convirtió en un templo católico.
Los valdenses regresaron del exilio en Ginebra en el año 1689 en el llamado Glorioso Retorno, pero el municipio fue ocupada de nuevo por los franceses. A continuación, pasó nuevamente a los Saboya, que trataron de implantar de vuelta el catolicismo: en 1767 Carlo Manuel III hizo reconstruir una iglesia católica en la fracción Villa.
El valle fue ocupado por Napoleón y en 1815 pasó definitivamente a los Saboya.
Sólo con la llamada «libertad Albertina», en 1848, que concedió a la valdense el "carácter de culto tolerado", el valle encontró finalmente la paz.

#### Geografía antrópica
Los municipios del valle son: Pomaretto, Perrero, Salza, Massello e Prali.

## Municipios de los Valles Valdenses
| Municipio            | Habitantes | Superficie |
| -------------------- | ---------- | ---------- |
| Angrogna             | 870 hab.   | 38,88 km²  |
| Bobbio Pellice       | 566 hab.   | 94,08 km²  |
| Luserna San Giovanni | 7531 hab.  | 17,74 km²  |
| Massello             | 57 hab.    | 38,26 km²  |
| Perrero              | 737 hab.   | 63,18 km²  |
| Pomaretto            | 1068 hab.  | 8,56 km²   |
| Prali                | 272 hab.   | 72,61 km²  |
| Pramollo             | 248 ab.    | 22,48 km²  |
| Prarostino           | 1289 hab.  | 10,51 km²  |
| Rorá                 | 255 hab.   | 12,41 km²  |
| San Germano Chisone  | 1878 hab.  | 15,86 km²  |
| Torre Pellice        | 4573 hab.  | 21,1 km²   |
| Villar Pellice       | 1124 hab.  | 60,29 km²  |
| Villar Perosa        | 4149 hab.  | 11,42 km²  |